# Leekfrith
Leekfrith es una parroquia civil del distrito de Staffordshire Moorlands, en el condado de Staffordshire (Inglaterra).

## Geografía
Según la Oficina Nacional de Estadística británica, Leekfrith tiene una superficie de 28,38 km².

## Demografía
Según el censo de 2001, Leekfrith tenía 351 habitantes (49,57% varones, 50,43% mujeres) y una densidad de población de 12,37 hab/km². El 20,51% eran menores de 16 años, el 74,36% tenían entre 16 y 74, y el 5,13% eran mayores de 74. La media de edad era de 37,75 años. Del total de habitantes con 16 o más años, el 20,79% estaban solteros, el 71,33% casados, y el 7,89% divorciados o viudos. Todos los habitantes eran blancos y originarios del Reino Unido. El cristianismo era profesado por el 83,76%, mientras que el 3,99% no eran religiosos y el 12,25% no marcaron ninguna opción en el censo.
Había 131 hogares con residentes, 9 vacíos, y 4 eran alojamientos vacacionales o segundas residencias.